# Синангий
Синангий (от греч. sýn — вместе и греч. angéion — вместилище, сосуд) — группа сросшихся спорангиев (органов, в которых развиваются споры) у сосудистых растений.
Синангий свойствен:
- древней группе псилотовых;
- мараттиевым и некоторым другим папоротникам;
- папоротниковидным голосеменным (семенным папоротникам).

Микросинангии — особые синангии — встречаются у древних групп голосеменных.
Также данный термин иногда применяют к половинке пыльника (теку), хотя она морфологически отличается от настоящего синангия.